# Штола
Штола (пол. Sztoła) — річка в Польщі, у Олькуському й Бендзинському повіті Малопольського й Сілезького воєводства. Ліва притока Білої Пшемши, (басейн Балтійського моря).

## Опис
Довжина річки 13 км, найкоротша відстань між витоком і гирлом — 11,59 км, коефіцієнт звивистості річки — 1,13 . Формується притокою та безіменними струмками.

## Розташування
Бере початок на південно-східній околиці міста Буковно. Тече переважно на північний захід і у місті Славкув впадає у річку Білу Пшемшу, ліву притоку Пшемши.

## Притоки
- Баба (права).

## Цікавий факт
- У місті Буковно річку перетинає автошлях та залізниця. На правому березі річки за 455,8 м розташована станція Буковно.
- У місті Буковно над річкою існують туристичні маршрути для велосипедистів.[1]